# Спинелло Аретино

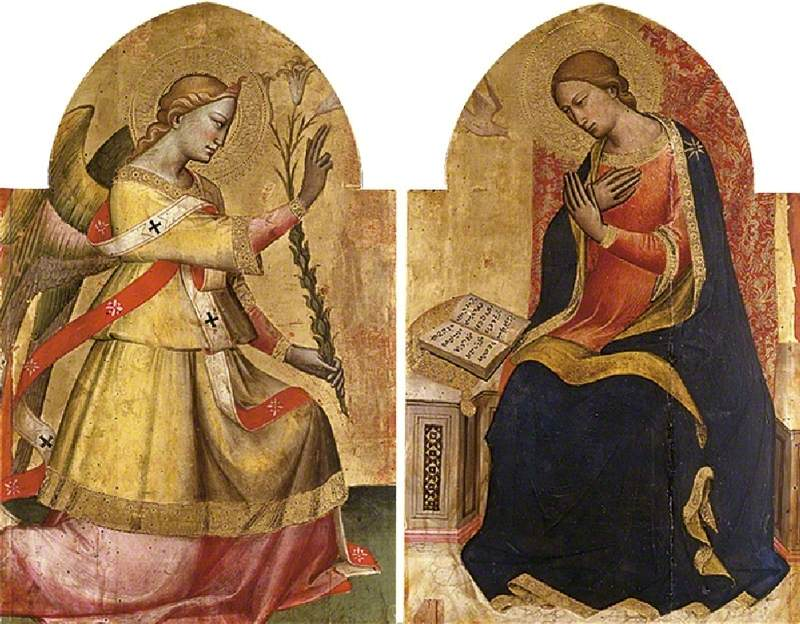
Спинелло Аретино. Благовещение. Музей Фицуильяма, Кембридж

Спинелло Аретино, Спинелло из Ареццо, Спинелло ди Лука (итал. Spinello Aretino,  Spinello di Luca Spinelli; после 1346, Ареццо — 1410, Ареццо) — итальянский живописец периода проторенессанса флорентийской школы. Спинелло Аретино был одним из самых прославленных мастеров Тосканы XIV века. Его творческая деятельность началась в Ареццо, но в дальнейшем он трудился за пределами своего родного города, в области Тосканы: Флоренции, Лукке, Пизе и Сиене.

## Биография
Согласно Джорджо Вазари, Аретино был сыном флорентийца Луки Спинелли, нашедшего убежище в Ареццо после изгнания в 1310 году гибеллинов из Флоренции, однако современные исследователи оспаривают его флорентийское происхождение, утверждая, что Спинелло происходит из семейства потомственных гравёров и живописцев, члены которого жили в городке Каполона в пятнадцати километрах от Ареццо, и впоследствии перебрались в Ареццо. Точная дата рождения художника неизвестна, вероятно, он родился между 1346 и 1352 годами. Вазари считал, что он был учеником Якопо дель Казентино, (последователя Джотто), и его собственная манера стал своего рода переходным звеном между школой Джотто и сиенской школой живописи, но современные исследователи утверждают, что начальное обучение он прошел в Ареццо, вероятно, в мастерской Андреа ди Нерио, который был ведущим городским художником тоговремени.
В архивных источниках его имя встречается с 1373 по 1410 год. В искусствоведческой литературе Аретино долго упоминался как последователь Орканьи, а также как внук и ученик Джотто. Однако Беллози (1965), Бошкович (1975), Веппельман (2002) прослеживают в его фресках в Сан-Миниато-аль-Монте связь с Лоренцо Монако, в цехе которого мог работать Спинелло.

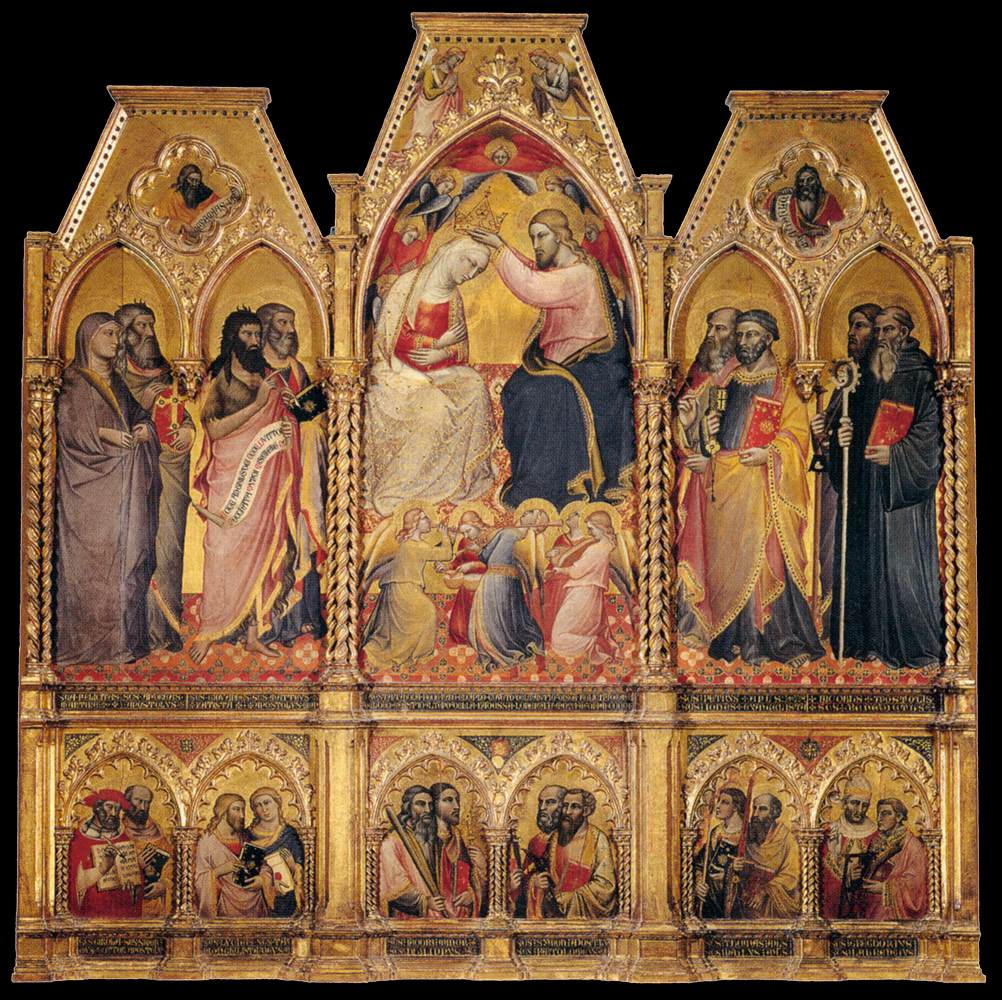
Спинелло Аретино, Никколо ди Пьетро Джерини и Лоренцо ди Никколо. Полиптих из церкви Санта-Феличита. 1401. Галерея Академии, Флоренция

Самые ранние упоминания о Спинелло содержатся в архивных документах Ареццо; там его имя появляется два раза, в 1373 и 1375 годах. В 1384 году имя Аретино упоминается в документах Лукки, где он фигурирует как «луккский городской житель» (habitator civitatis lucanum). В 1386 году он стал членом флорентийской гильдии медиков и аптекарей (Arte dei Medici e Speziali), в которую в то время входили красильщики тканей и живописцы. В 1387 году, согласно документам, ему было поручено завершить эскизы скульптур для Флорентийского собора, которые он выполнял совместно с Лоренцо ди Биччи и Аньоло Гадди. В 1391 и 1392 годах Аретино писал фрески в пизанском Кампосанто, в которых он изобразил историю святых Эфизия и Потита. В 1395 и 1396 годах его имя вновь отмечено в Ареццо. В 1399 году Аретино получил заказ на создание полиптиха (завершён в 1401 году) для главного алтаря флорентийской церкви Санта-Феличита (ныне — в Академии изящных искусств, Флоренция), который он завершил совместно с Никколо ди Пьетро Джерини и Лоренцо ди Никколо. В 1404—1405 годах он работал в сиенском Соборе, в 1407—1408 годах завершал фрески в Зала ди Балья (Sala di Balia), зала заседания специальной комиссии по управлению городом, в сиенском Палаццо Пубблико, на которых он изобразил «Сцены из жизни папы Александра III». Эти фрески он исполнил совместно со своим сыном Парри. Вернувшись в родной город, художник в 1411 году скончался. Его сын, Парри Спинелли, стал городским живописцем Ареццо, а его племянник Форцоре — ювелиром, достаточно известным для того, чтобы его упомянул в своём труде Джорджо Вазари.

## Творчество

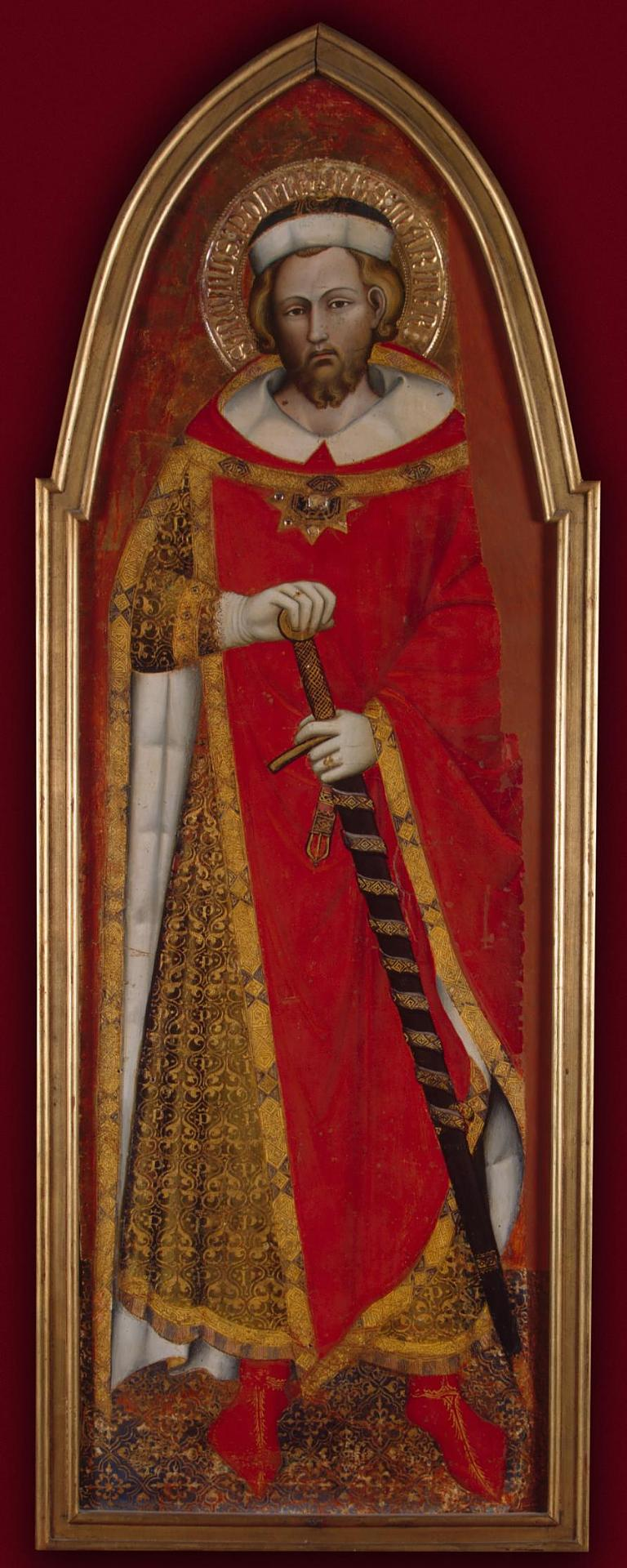
Спинелло Аретино. Святой Понциан. До 1384. Государственный Эрмитаж, Санкт-Петербург

Вначале искусство Аретино было довольно архаичным, что неудивительно для такого провинциального городка как Ареццо, но со временем в его произведения вплелись элементы северного происхождения, которые во второй половине XIV века активно использовали в своём творчестве Джованни да Милано и болонские мастера. Исследователями отмечается его связь с искусством Лоренцо Монако, возможно, он работал в его мастерской. Искусство Аретино находилось в общем русле тосканской живописи конца XIV — начала XV века, которое от позднеджоттовских тенденций устремилось к стилю интернациональной готики (в своих лучших произведениях Спинелло отчасти предвосхищал этот стиль). «Телесность» и «материальность» предметов и человеческих фигур, характерные для джоттовской традиции, нивелировались и смягчались в этот период готической игрой линий силуэтов и складок одежд.
В ранний период, проживая в Ареццо, Спинелло находился под влиянием местного мастера Андреа ди Нерио. Склонность к полноте формы видна в его фреске «Мадонна с Младенцем, святыми и донатором» (1377, Муниципальный музей, Ареццо). В начале 1380-х годов художник переехал в Лукку, где на смену прежней, аретинской, приходит новая манера, в которой он стремился использовать декоративные свойства линии и цвета. Исследователи полагают, что в то время на него оказало влияние творчество местного художника Анджело Пуччинелли. Из документа, датированного 1384 годом, следует, что Спинелло незадолго до этой даты написал алтарную картину по заказу ордена оливетов Лукки для церкви Святого Понтиана. Это был триптих, две боковые панели которого хранятся ныне в Эрмитаже (Санкт-Петербург), панели пределлы в Национальной Галерее (Парма), а центральная часть — в Музее Фогга (Кембридж). На ней художник изобразил Мадонну с Младенцем на троне в окружении восьми ангелов  (недоступная ссылка). Обилие тканей с узорами придают картине нарядность, сближающую её с интернациональной готикой. Театральность поз четырёх ангелов дополнительно подтверждает это наблюдение. Сцены, изображённые на панелях пределлы, отличает склонность к детальной повествовательности. Тем же 1384 годом датируется создание алтаря для оливетского монастыря Санта-Мария-Нуова в Риме, центральная панель от которого «Мадонна с Младенцем на троне и девятнадцать ангелов» и одна боковая «Святые Бенедикт и Лучилла» находятся в Музее Фогга (Кембридж)  (недоступная ссылка), а вторая боковая панель, с изображением святых Немезия, Иоанна Крестителя и двумя картинами пределлы хранится в Музее изобразительных искусств в Будапеште.

Полиптих из церкви Сант-Андреа в Лукке. 1391. Академия изящных искусств, Флоренция

В 1386 году имя Спинелло вновь появляется в документах Ареццо. В следующем году его имя фигурирует во Флоренции: в списках «Гильдии медиков и аптекарей», и в платёжных документах, согласно которым художник получил деньги за работу над двумя статуями для фасада Флорентийского собора. В 1380—1390-х годах Аретино много и плодотворно работал во Флоренции; он создал фресковые росписи в церквях Сан-Барнаба, Санта-Мария-Маджоре, Санта-Тринита, для иных церквей писал алтарные картины. В этот же период (1387—1388) он получил заказ от семейства Альберти на роспись сакристии во флорентийской церкви Сан-Миниато-аль-Монте, где он изобразил шестнадцать сцен из жизни Святого Бенедикта. Чуть позднее, около 1390 года, по заказу того же семейства Спинелло расписал семейную капеллу Альберти в Ораторио-ди-Санта-Катерина-ин-Антелла, которая находится за пределами Флоренции. Темой росписей стали сцены из жизни Святой Екатерины Александрийской. Склонность к повествовательности, которую можно было видеть уже в лукканских работах художника, обрела в этих фресках новую силу. Художник стал изображать персонажей с выразительной мимикой и жестикуляцией.

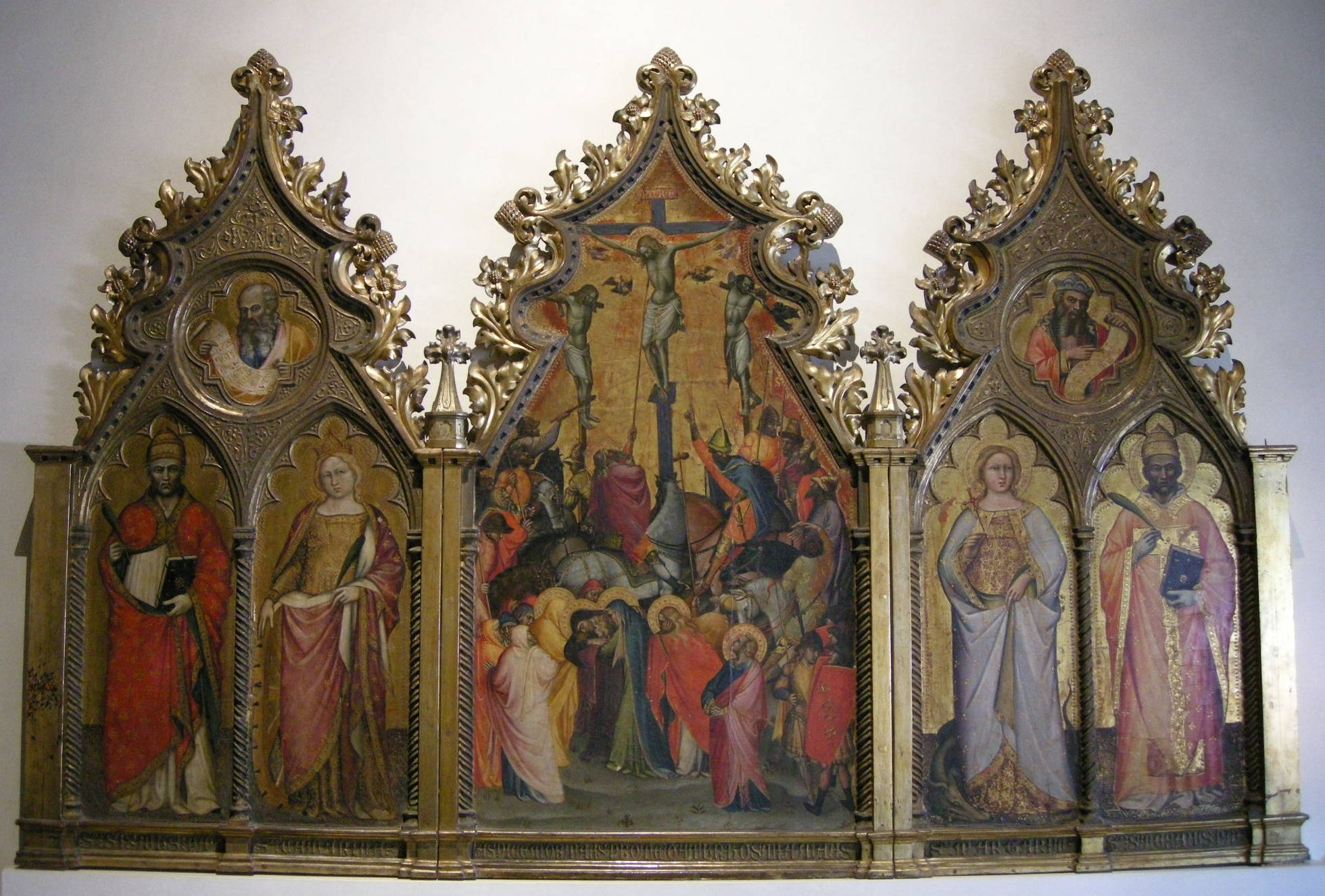
Распятие и святые. Триптих. 1390—1399. Национальный музей виллы Гуиниджи, Лукка

Эта тенденция достигает кульминации в росписях пизанского Кампосанто, которые художник создавал в 1390—1391 годах. Темой фресок стали сцены из жизни святых Эфизия и Потита. Аретино каллиграфически выводит узоры складок одежд персонажей, а в сценах битв использлвал элементы, скопированные с рельефов древнеримских саркофагов. К этому же периоду относится полиптих «Мадонна с Младенцем, ангелами и святыми» (1391, Галерея Академии, Флоренция). Он был создан для лукканской церкви Сант-Андреа. На нём стоит дата — 1391 год, и подпись: «HOC. OPUS PINXIT. SPINELLUS.LUCE DE ARITIO.IN.A 1391» (Произведение написал Спинеллус, сын Луки из Ареццо в 1391году). Кроме Мадонны с Младенцем в центре, на боковых панелях художник изобразил святых Паулина, Иоанна Крестителя, Андрея и Матфея, а в верхних тондо пророков Иеремию и Моисея.

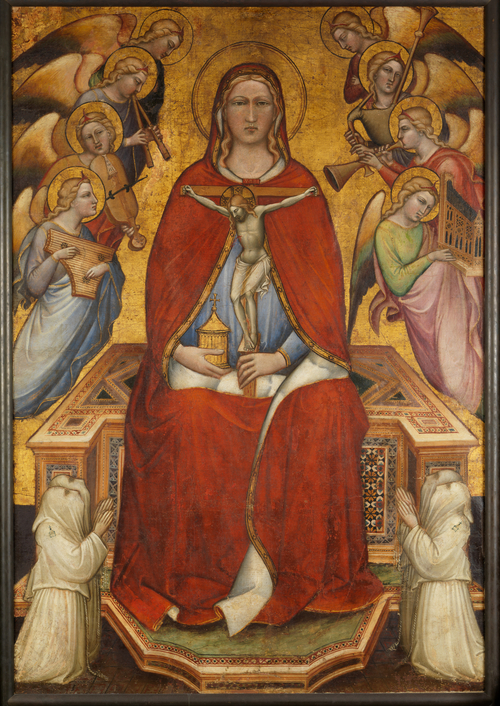
Мария Магдалина. Гонфалоне (процессионная икона). ок. 1395—1400. Метрополитен-музей, Нью-Йорк

Приблизительно в эти же годы Спинелло написал триптих «Распятие и святые», который ныне хранится в музее Виллы Гуиниджи, Лукка. Точная дата его создания неизвестна, поэтому триптих датируют 1390—1399 годами. На центральной панели художник изобразил «Распятие» с красочным людским окружением, вписанным в эллипс; на боковых панелях — святых пап Сикста и Стефана, а также святых Екатерину Александрийскую и Маргариту. Заказчик триптиха неизвестен. Неизвестно также, для какой церкви он предназначался.
После Пизы мастер вновь приехал во Флоренцию, где, вероятно, написал позднее утраченные фрески в капелле Манетти церкви Санта-Мария-дель-Кармине. В 1395—1397 годах его имя вновь появляется в документах города Ареццо. К этому периоду (1395—1400) относится довольно редкое, и прекрасно сохранившееся произведение Спинелло — написанный на холсте гонфалоне (выносная, процессионная икона), на одной стороне которого художник изобразил Марию Магдалину с Распятием в руке в окружении хора ангелов, а на другой «Бичевание Христа» (Метрополитен-музей, Нью-Йорк). Гонфалоне был заказан Братством Святой Марии Магдалины города Сансеполькро; его представители в характерном облачении изображены коленопреклонёнными перед святой-покровительницей.

Мадонна с Младенцем и ангелами. Ок. 1405. Музей искусств, Кливленд, США

Между 1399 и 1401 годом Спинелло ещё раз приехал во Флоренцию, где он совместно с Никколо ди Пьетро Джерини и Лоренцо ди Никколо создал главный алтарный образ для церкви Санта-Феличита (1401, Галерея Академии, Флоренция). Согласно документам, за эту работу художники получили 100 флоринов, в то время как резные рамы обошлись в 80 флоринов). В последовавшие за этим годы Спинелло работал над заказами в Ареццо. В 1404 году он снова в Сиене, где писал (позднее утраченные) фрески в капелле Сант-Ансано Сиенского собора. Далее совместно с сыном Парри он расписывал фресками со сценами из жизни папы Александра III Зал приёмов в сиенской ратуше (Палаццо Пубблико). Эти росписи считаются кульминацией его недолгого сиенского периода.
Примером его произведений позднего периода является алтарная картина «Мадонна с Младенцем и ангелами» (ок. 1405. Музей искусств, Кливленд, США). Это образ (высотой 156 см) с пределлой, на которой художник изобразил мёртвого Христа между Богоматерью и Иоанном Крестителем. Яркие, праздничные тона картины перекликаются со стилем интернациональной готики.
В развитии тосканской живописи Спинелло занимает весьма важное место. Его интерес к искусству Джотто и выдающиеся способности в монументальной живописи повлияли на Мазаччо и других тосканских мастеров, а подчёркнутое внимание к цвету и узорам, декоративное использование линии, и склонность к повествовательности возбудили интерес у позднеготических художников, таких как Лоренцо Монако и Лоренцо Гиберти.

## Фресковый цикл церкви Сан-Миниато-аль-Монте

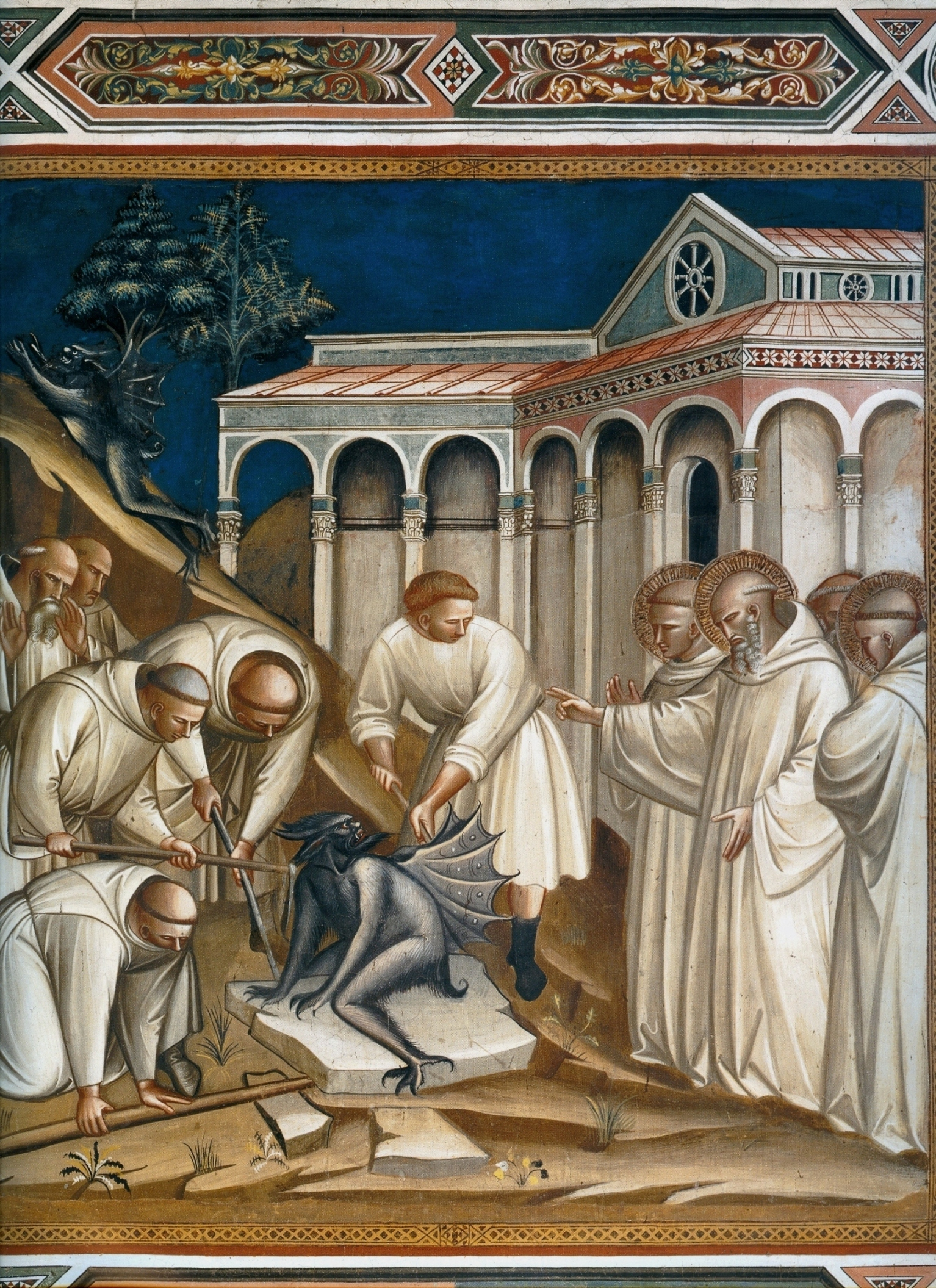
Чудо с камнем. 1388. Фреска. Сан-Миниато-аль-Монте, Флоренция

Самым известным и наиболее сохранившимся фресковым циклом Спинелло Аретино являются росписи сакристии (ризницы) флорентийской церкви Сан-Миниато-аль-Монте. Они были выполнены в 1388 году, и история их вкратце такова.
Заказчиком росписей был Бенедетто ди Нероццо, который принадлежал к одной из самых знатных и выдающихся семей Флоренции — семейству Альберти. Его незаурядный ум и дальновидность упоминаются его не менее знаменитым внуком Леоном Баттиста Альберти в трактате «О семье» (1435). В сложившейся между 1370 и 1380 годами ситуации Бенедетто, по замечаниям автора «Истории Флоренции» Никколо Макиавелли, первоначально разделял взгляды пополанов и снискал славу «друга народа», но позднеее перешёл в лагерь олигархов. Эти перемены не прошли для него бесследно и не смогли разогнать сгущавшиеся над ним тучи. В результате в мае 1387 года он был изгнан в Геную, а в следующем, 1388 году умер на обратном пути из Иерусалима, куда он отправился, дабы искупить свои грехи. Уже будучи в изгнании, Бенедетто ди Нероццо внёс дополнение к своему завещанию, согласно которому он жертвует деньги на украшение сакристии церкви Сан-Миниато-аль-Монте. Примыкающая с южной стороны к романскому храму, сакристия была возведена после 1373—1374 годов братством оливетов (одно из подразделений бенедиктинского ордена). В дальнейшем во внутренней части сакристии поместили два герба: первый принадлежит роду ди Калимала, покровителю храма с XII века, а второй — семейству Альберти.

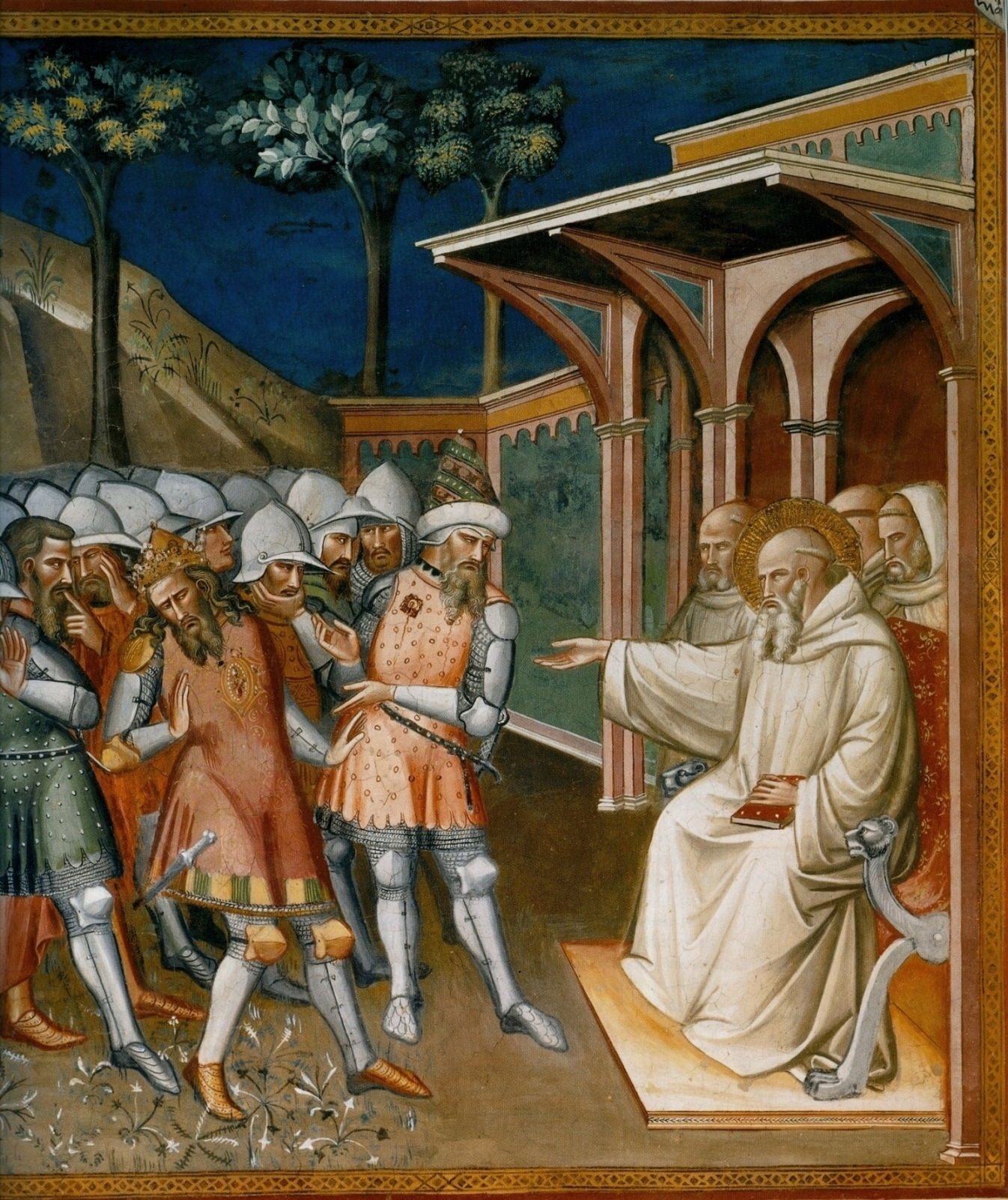
Святой Бенедикт уличает во лжи переодетого королём оруженосца Ригго

Вскоре после смерти Бенедетто начались работы по украшению сакристии фресками. Они продвигались быстро, и уже в октябре 1388 года, вероятно, подошли к концу. Во всяком случае, сын Бенедетто ди Нероццо, Бернардо, составляя своё завещание, не упомянул росписи церкви.
До нашего времени не сохранилось никаких свидетельств о художниках, принимавших участие в этих живописных работах. Возможно, для этих целей братство пригласило мастера Спинелло, до того трудившегося в Лукке. Фрески приписывают Спинелло Аретино с давнего времени. В качестве автора он фигурирует у Антонио Билли (1516—1520-е годы), затем в Кодексе Мальябекьяно (1537—1542) и, наконец, у Джорджо Вазари (1550, 1568). Фрески подвергались реставрации в 1840, 1969, и в 1973—1974 годах.
Живописная программа цикла, безусловно, была продиктована бенедиктинскими кругами. Это отвечало последней воле заказчика, поскольку Святой Бенедикт (по-итальянски — Бенедетто) был небесным покровителем Бенедетто ди Нероццо. На своде художник изобразил четырёх евангелистов и их символы, в обрамлениях — святых со свитками и бюсты пророков.
Живописная программа росписей основана на жизнеописании Святого Бенедикта, составленного Григорием Великим («Диалоги», кн. II). Художник написал шестнадцать сцен из жизни святого, причём размеры каждой сцены невелики, что несвойственно флорентийской фресковой традиции.

Сюжеты располагаются в следующем порядке:
1. Святой Бенедикт, отправленный родителями получать образование в Риме, отказывается от учёбы, чтобы посвятить свою жизнь Богу. Он расстаётся с учителем и, сопровождаемый кормилицей, покидает Рим.
2. Святой останавливается в местечке Аффиле, близ Субьяко, где и совершает первое чудо: сломанное по неосторожности кормилицы решето благодаря молитве святого восстановилось.
3. Святой Бенедикт возвращается в Субьяко уже в одиночестве, и становится отшельником. В его горную пещеру монах из Рима спускает пищу в корзине на верёвке.
4. Некий пресвитер, готовящий пасхальную трапезу, был призван Господом поделиться со святым отшельником, и он, после долгих поисков, наконец, находит пещеру, где они вместе вкушают пасхальную трапезу.
5. На северной стене сакристии рассказывается о жизни Еремита, которому Св. Бенедикт открыл всю греховность его жизни и помыслов, показав, что за изображением прекрасной дамы на самом деле скрывается бес.
6. Слава Святого Бенедикта возрастает, и его приглашают возглавить монастырскую общину в Виковаро, однако он подчиняет жизнь монахов столь строгому уставу, что его хотят убить. Виноградные плети чудесным образом разламываются в руках покушавшихся монахов, когда святой осеняет себя крестным знамением.
7. «С чистой душой и спокойным сердцем» Бенедикт сообщает монахам о своём отъезде обратно в Субьяко.
8. Вокруг Бенедикта собирается большое количество учеников, в том числе Мавр и Плацидий, происходящие из знатных римских семей. Вскоре становится возможным основать 12 монастырей.
9. Святой Бенедикт с помощью молитвы чудесным образом воскрешает монаха, погибшего при обвале стены.
10. Изгнание беса из монаха (Бенедикт бил его прутом до тех пор, пока бес не покинул тело одержимого).
11. Святой Бенедикт помогает крестьянину вынуть из воды серп (косу).
12. Плацидий тонет в море и взывает о помощи к Святому Бенедикту. Сила благословения святого так сильна, что Плацидий чудесным образом был спасён от смерти.
13. При строительстве одного монастыря никто из братства не мог поднять камень на стену, поскольку этому препятствовал бес. По молитве святого Бенедикта камень потерял всякий вес и легко занял своё место среди прочих.
14. Король Тотила хочет посетить святого, но, чтобы убедиться в его мудрости и прозорливости, посылает сперва вместо себя своего оруженосца Ригго, переодетого в королевские одежды. Святой Бенедикт немедленно распознаёт обман короля.
15. Когда к Бенедикту является, наконец, сам Тотила, то святой порицает его за совершённый проступок, а затем предсказывает ему скорое завоевание Рима и Сицилии, а также его кончину через десять лет.
16. Кончина святого произошла в монастыре Монтекассино, в оратории Святого Иоанна Крестителя, воздвигнутого им на месте полуразрушенного храма Аполлона. После его смерти двое из монастырского братства удостоились чудесного видения: их наставник поднимается на небо по улице, покрытой великолепным ковром.

Небольшие отклонения от текста «Диалогов» Григория Великого Спинелло продемонстрировал только в двух сценах. Кроме прямой передачи каждого сюжета, Аретино населил картины «посторонними» персонажами — свидетелями чудес — и попытался выразить их различное отношение к происходящему. Например, в сцене «Чудо с серпом» наряду с основными действующими лицами художник изобразил рыбака и монахов, которые рубят и увозят дрова. В ниспадающих обильных складках одеяний, как и в моделировке лиц, заметна готическая прихотливость линий, чем напоминает произведения Лоренцо Монако. Каждый сюжет из цикла жизни святого Бенедикта имеет свою, неповторимую сценографию.

## Фрески сакристии церквиСан-Миниато-аль-Монте. История святого Бенедикта. 1388

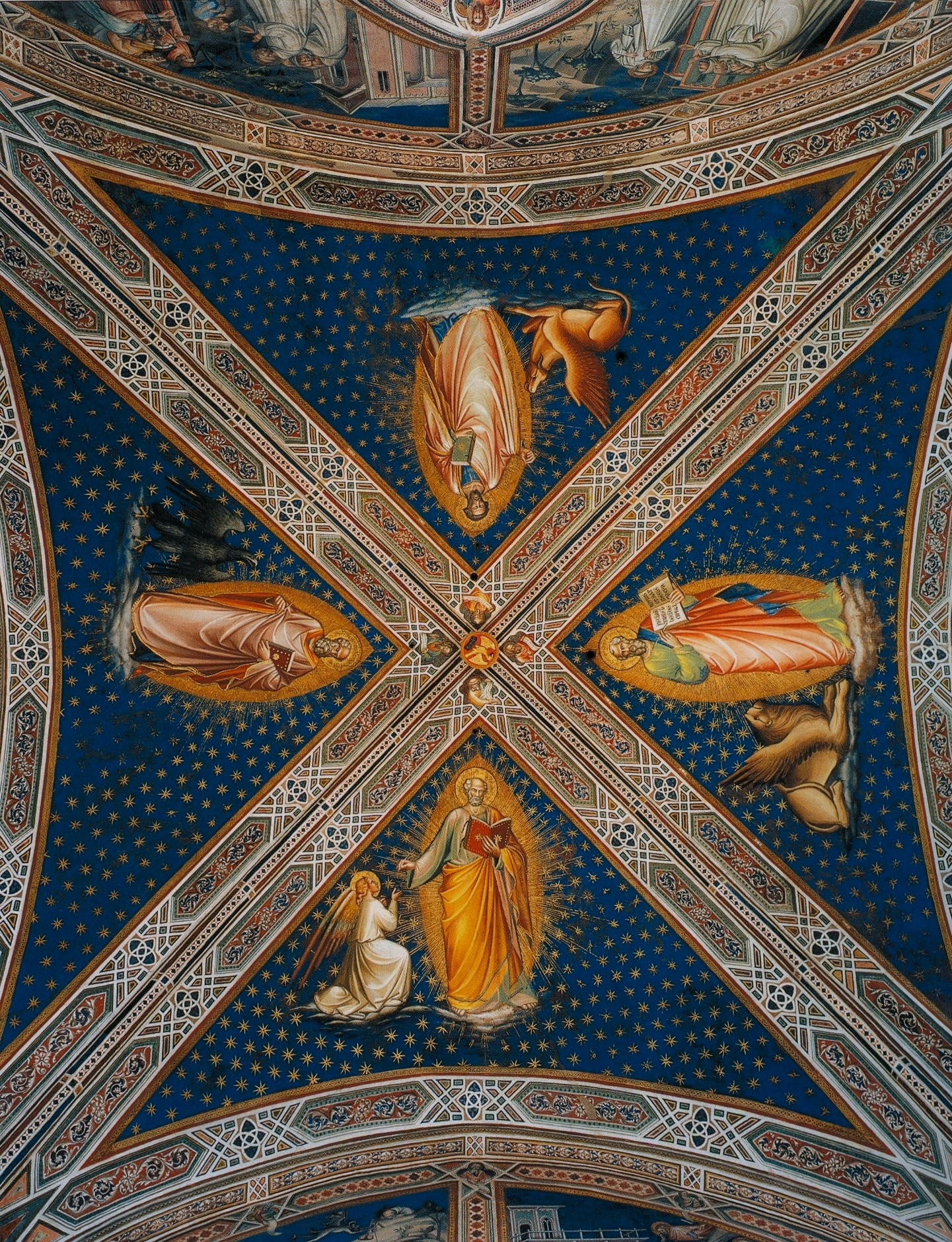
Четыре евангелиста и их символы. Роспись плафона
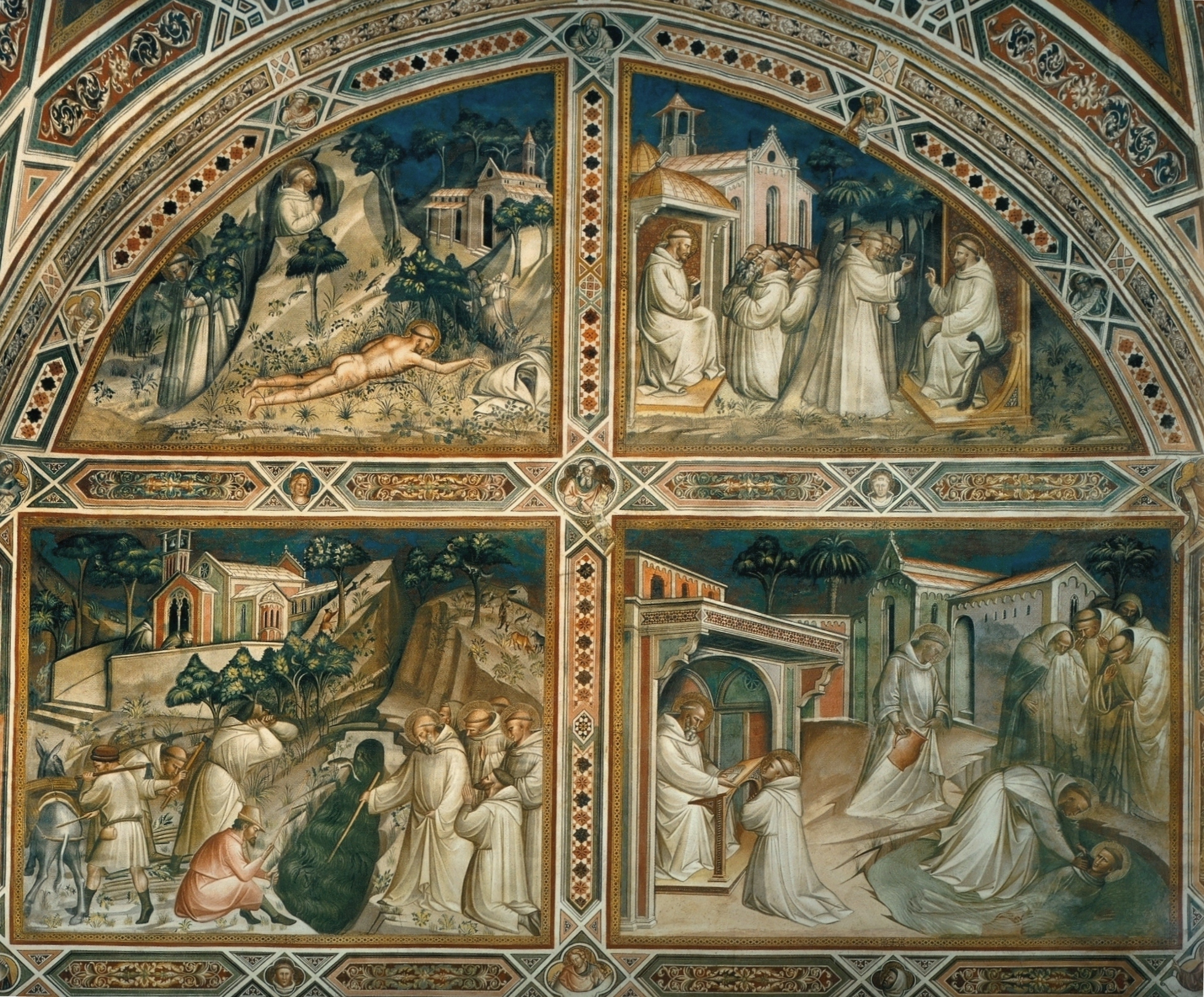
1. Испытание св. Бенедикта. 2. Бенедикт сокрушает оружие братии. 3. Чудо с серпом. 4. Чудесное спасение Плацидия
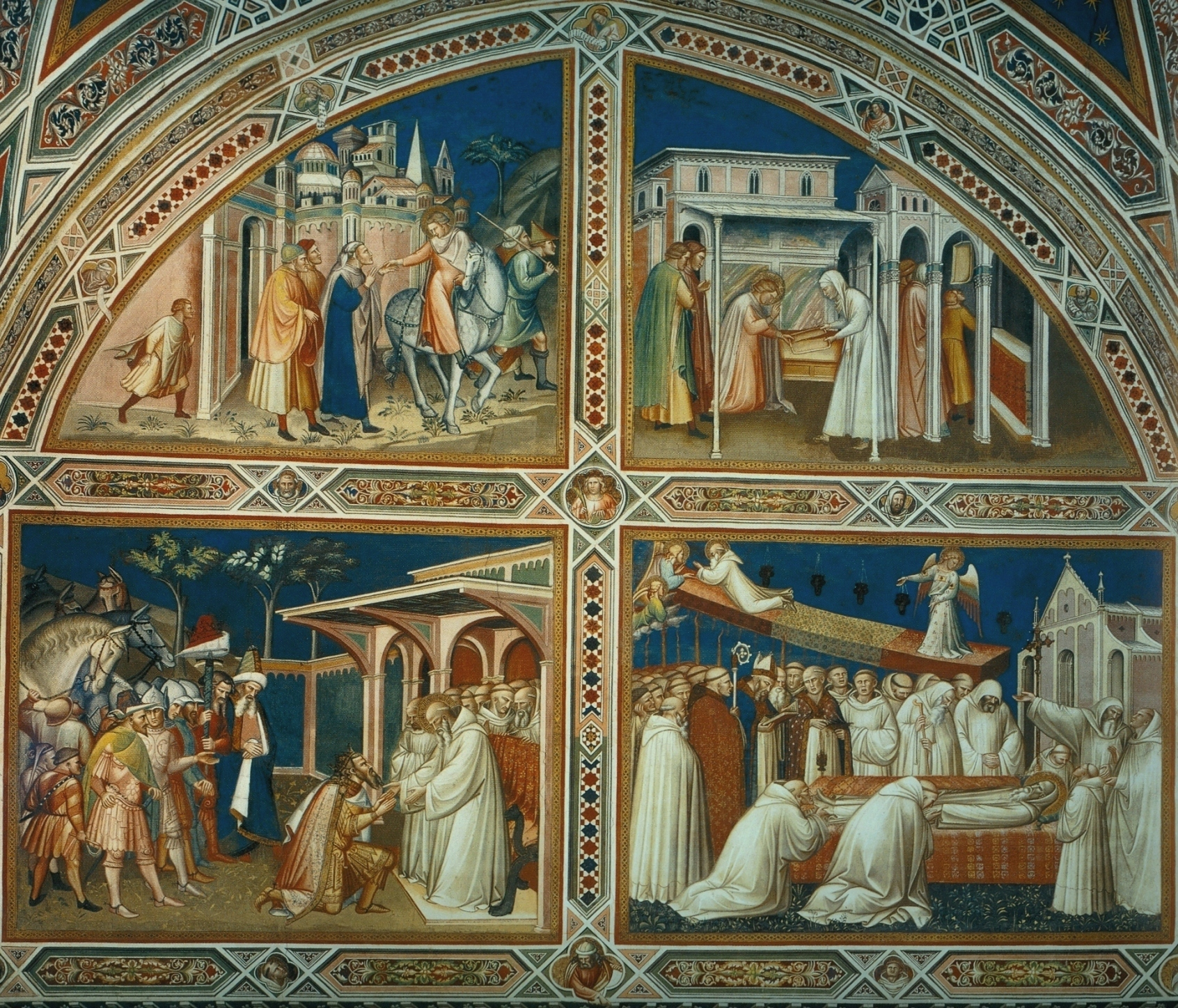
1. Св. Бенедикт покидает Рим. 2. Чудо с решетом. 3. Тотила перед Бенедиктом. 4. Смерть Бенедикта
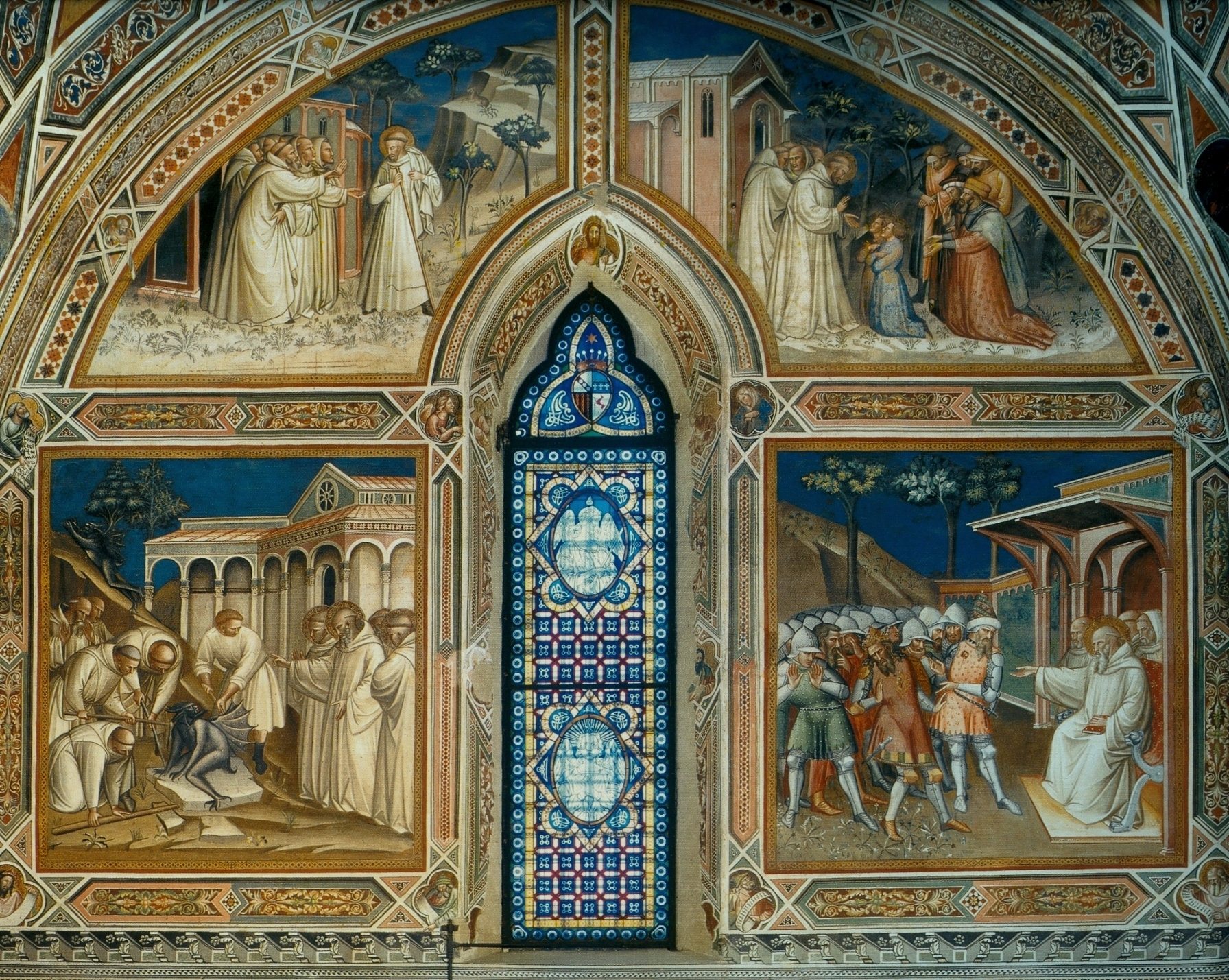
1. Бенедикт покидает монастырь в Виковаро. 2. Бенедикт берёт в ученики Мавра и Плацидия. 3. Чудо с камнем. 4. Бенедикт уличает во лжи Ригго
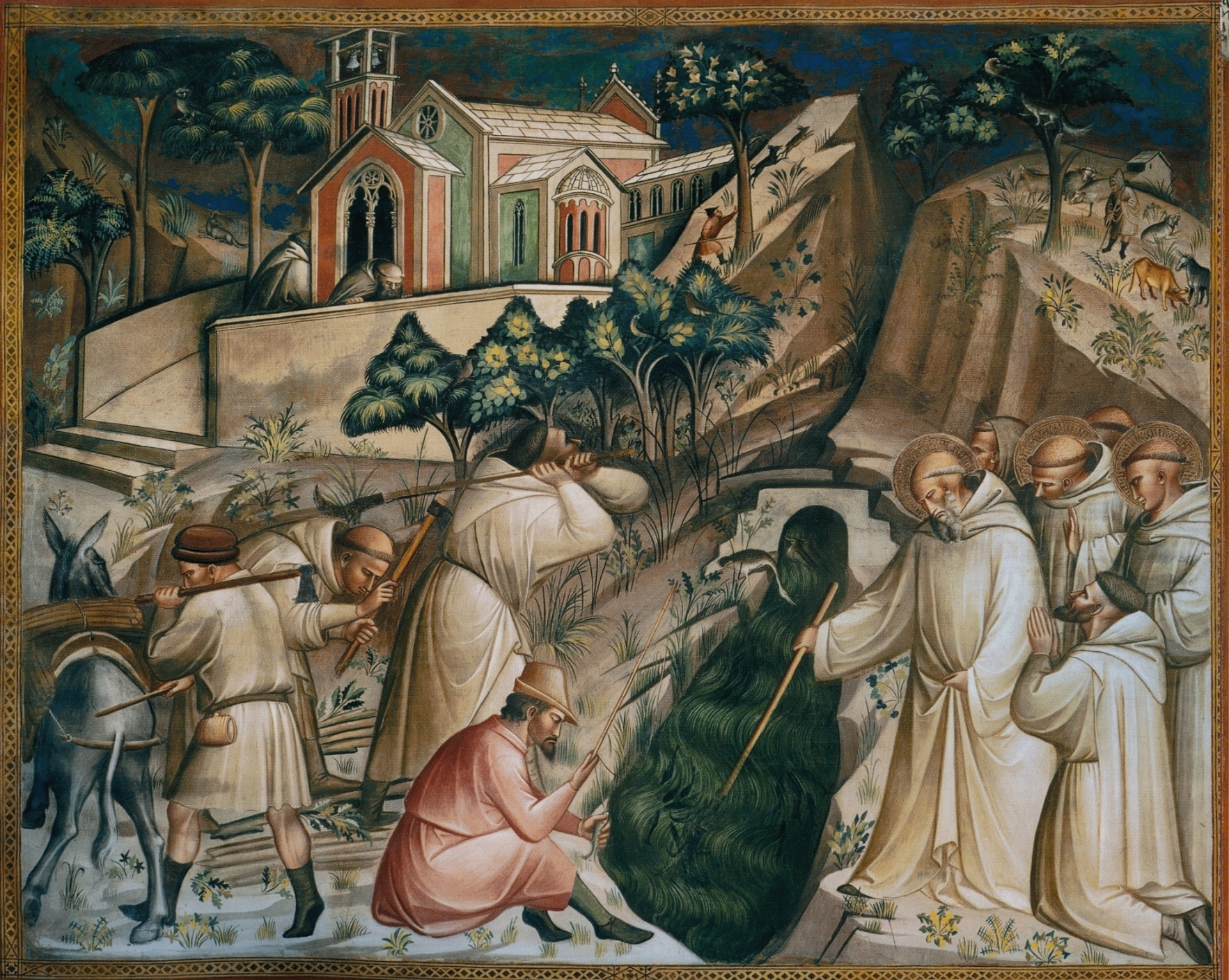
Чудо с серпом

## Основные произведения
Ареццо
- «Благовещение» и «Два эпизода из жизни святого Франциска» в церкви Сан-Франческо.
- «Святые Пётр и Павел». Церковь Сан-Франческо.
- «Крещение Христа» и «Мистическое обручение святой Екатерины» — церковь Сан-Франческо.
- Фрески на смежном портике палаццо Гоццари (не сохранились).
- Фреска «Пьета с Мадонной и святым Иоанном» в Палаццо-дела-Фратернита-деи-Лайчи (ныне снята со стены).
- Полиптих «Мадонна с Младенцем и святыми» — Муниципальный музей.
- Фрески с историей святых Якова и Христофора; фрески с историей святых Филиппа и Якова; Благовещение (ок.1385) — в церкви Сан-Доменико.
- «Троица» и «Битва ангелов и демонов» — в Музее средневекового и современного искусства.
- «Троица» — в том же музее.
- «Мадонна с Младенцем и двое святых», «Святой епископ», «Благовестие пастухам» — в том же музее.
- «Благовещение» — фреска, снятая с фасада церкви Сантиссима-Аннунциата.
- «Мадонна с Младенцем, святыми Иаковом и Антонием» из сакристии церкви Сант-Агостино (ныне в Муниципальном музее).
- Утраченные фрески в церкви Святого Михаила Архангела и в Оспедале-ди-Санто-Спирито.
- Утраченные фрески в церквях Сан-Бернардо, Сан-Джироламо, и Сант-Агостино.
- Гробница Аретино в церкви Сан-Марко-ди-Мурелло (разрушена).
- «Мадонна Розария» из осквернённой церкви Санта-Мария-Маддалена.

Флоренция
- «Путь на Голгофу» (приписывается) — в церкви Санта-Кроче.
- «Иоанн Креститель» (приписывается) — музей Санта-Кроче.
- «История Святого Григория, святые и пророки» — капелла Барди церкви Санта-Мария-Новелла.
- Фрески в церкви Сан-Барнаба, которые также приписываются Аретино.
- «Ирод принимающий волхвов», «Приказание Ирода» и «Избиение младенцев» — фрески в церкви Санта-Мария-Маджоре.
- «Мадонна с Младенцем на троне со святыми» — в церкви Санта-Тринита.
- «Распятие» — в музее Каза-Фьорентина.
- Фрески с историей Святого Бенедикта, и «Четыре евангелиста» (1387—1388) — сакристия церкви Сан-Миниато-аль-Монте.
- Триптих «Мадонна и святые Пётр, Филипп, Лаврентий и Иаков» (1393, выполнен с помощниками) — в церкви Санта-Мария-а-Квинто.
- «История Святой Екатерины» (ок. 1387, выполнена с помощниками) — в церкви Санта-Катерина-дель-Антелла (Понте-а-Эма).
- Фрески Капеллы-дель-Кармине, фрагменты которых ныне хранятся в музеях Пизы, Павии, Лондона и Ливерпуля.
- Табернакль Санто-Стефано (1404—1405) выполненный для Палаццо Даванцати.
- «Vir Dolorum» («Муж скорбей») (1400—1405) в коллекции Корси.

Лукка
- Полиптих, созданный для церкви Св. Понтиана. Ныне разобран, а его части хранятся в Кембридже, (Музей Фогга), Санкт-Петербурге (Эрмитаж), и Парме (Национальная Галерея).
- Триптих «Мадонна с Младенцем на троне и со святыми Павлом, Иоанном Крестителем, Андреем и Матфеем» (1391) выполнен для церкви Сант-Андреа (ныне в Галерее Академии, Флоренция).
- Триптих «Распятие со святыми» (Музей «Вилла Гуиниджи»)

Пиза
- Фрески с историей Святого Эфизия (1390—1392), и некоторые другие фрески в Кампосанто.
- «Коронование Марии и четыре ангела» в церкви Сан-Раньерино.
- Полиптих «Распятие со святыми» в церкви Сан-Франческо.
- Фрагменты фресок и «Трое святых» — в музее Сан-Маттео.

Сиена
- «История папы Александра III» — фрески, выполненные совместно с сыном Парри, — Зала-ди-Балья в Палаццо Пубблико.
- «Коронование Девы» и «Смерть Марии» — в Муниципальной галерее.
- Декоративные работы в капелле Сант-Ансано Сиенского собора (утрачены).

Аббатство Монтеоливето-Маджоре (Буонконвенто).
- Алтарь (разобран, части хранятся в разных музеях).

Кембридж (Массачусетс)
- «Мадонна с ангелами» — Музей Фогга

Париж
- «Рождество» — Лувр

Нью-Йорк
- Гонфалоне с изображением Марии Магдалины — Метрополитен-музей
- Панель «Обращение Савла» — там же.

Монте-Сан-Савино
- «Поклонение волхвов», «Святой Лаврентий и четыре сцены из его жизни», «Иисус на кресте со святыми» — в церкви Сант-Агостино.

Будапешт
- «Святые Немезий, Иоанн Креститель и две панели пределлы» (1385) — Музей изобразительного искусства.

Санкт-Петербург
- «Святой Понциан», «Святой Бенедикт» — Государственный Эрмитаж

Кембридж (Великобритания)
- «Благовещение» — в музее Фицуильяма.

Кливленд
- «Мадонна с Младенцем и ангелами» (ок.1405) — Музей искусств.

Лондон
- Четыре фрагмента фресок из Ареццо — Национальная Галерея.

Читта-ди-Кастелло
- «Мадонна с Младенцем на троне» — Пинакотека